# Édouard Philippe
Édouard Philippe (pronunciación en francés: /e.dwaʁ fi.lip/) (Ruan, 28 de noviembre de 1970) es un abogado y político francés, alto funcionario y escritor. Desde julio de 2020 es alcalde de El Havre cargo que ya asumió entre 2010 y 2017. Miembro del partido Unión por un Movimiento Popular, denominado actualmente Los Republicanos. En 2012 fue elegido diputado por el séptimo distrito del Sena Marítimo. Fue el primer ministro de Francia, nombrado por el presidente Emmanuel Macron, desde el 15 de mayo de 2017 hasta el 3 de julio de 2020. El 9 de octubre de 2021 anunció el lanzamiento de un nuevo partido político Horizons.

## Biografía
Nació en Ruan, su padre es de El Havre y su madre de Lille. Estudió primero en Ruan y el bachillerato en Bonn (Alemania) donde su padre era director del liceo francés. Se graduó en el Instituto de Estudios Políticos y posteriormente estudió en la ENA, Escuela Nacional de Administración (1995-1997).

### Trayectoria política
Philippe empezó en la política formando parte durante dos años del ala socialdemócrata del Partido Socialista apoyando a Michel Rocard antes de acercarse a la derecha. 
En 2001, se unió al equipo municipal de Antoine Rufenacht, entonces alcalde de El Havre, donde se convirtió en el asistente encargado de los asuntos legales.
En 2002 fue candidato a las elecciones parlamentarias en el distrito 8 de Seine-Maritime. Ese mismo año, Alain Juppé le planteó participar en la fundación del partido Unión por un Movimiento Popular, antecesor de Los Republicanos, con el objetivo de reunir a todos los partidos políticos de la derecha y el centro en un gran movimiento popular. Ocupó el cargo de director general de servicio hasta la renuncia de Alain Juppé en 2004.
Posteriormente trabajó como abogado de la firma Debevoise & Plimpton LLP y fue elegido consejero regional de Alta Normandía (2004-2008).
Miembro del gabinete de Alain Juppé en el Ministerio de Ecología, Desarrollo Sostenible y Planificación, se unió al grupo Areva como director de Asuntos Publiques (2007-2010).
En 2008, Édouard Philippe fue elegido consejero general de Seine-Maritime en el municipio de Le Havre-5. También fue nombrado vicealcalde a cargo del desarrollo económico y el puerto, el empleo, la formación, la educación superior y las relaciones internacionales. En 2009 se convirtió en alcalde adjunto responsable de la planificación urbana, vivienda, Gran París y el desarrollo portuario.
El 24 de octubre de 2010, el consejo le eligió alcalde de El Havre después de la renuncia de Antoine Rufenacht. Se convirtió en presidente de la comunidad urbana de El Havre el 18 de diciembre siguiente.
Fue suplente de Jean-Yves Besselat, diputado de Sena Marítimo (distrito 7, El Havre oeste), desde 2007 hasta el 23 de marzo de 2012 cuando se convirtió en diputado tras su muerte, pero no ocupó el escaño en la Asamblea dado que las sesiones de trabajo estaban aplazadas a causa de la campaña presidencial. Fue elegido en las siguientes elecciones. 
El 23 de marzo de 2014, encabezó la lista para las elecciones municipales y fue elegido en primera vuelta con el 52,04% de los votos. Fue también reelegido miembro de la comunidad de El Havre.  En 2018, un informe de la Cámara Regional de Cuentas de Normandía indica que la deuda de la ciudad de Le Havre aumentó considerablemente entre 2012 y 2017, cuando Edouard Philippe era su alcalde.
Después de oponerse a las Leyes sobre la Transparencia de la Vida Pública adoptadas en respuesta al caso Jérôme Cahuzac , recibió una "reprimenda" de la Alta Autoridad para la Transparencia de la Vida Pública, que señaló "infracciones de cierta gravedad" en su declaración de bienes.

### Elecciones presidenciales de 2017
Formó parte del equipo de campaña de Alain Juppé, candidato a las primarias presidenciales en 2016 de Los Republicanos. Es su co-portavoz junto a Benoist Apparu.
En junio de 2016, participó en la reunión del grupo Bilderberg.
El 2 de marzo de 2017, en relación con el caso Fillon, dejó el equipo de campaña de François Fillon en las elecciones presidenciales.
Para respetar la ley sobre la acumulación de mandatos renunció a presentarse a las elecciones legislativas de 2017.

### Primer ministro de Francia
El 15 de mayo de 2017 fue nombrado primer ministro de Francia por el presidente Emmanuel Macron. En la ceremonia de traspaso de poder con su predecesor Bernard Cazeneuve señaló: «Soy un hombre de derechas».
Fue ministro del Interior desde el 3 hasta el 16 de octubre de 2018, tras la dimisión de Gérard Collomb.
Presentó su dimisión como primer ministro el 3 de julio de 2020 tras las elecciones municipales en los que volvió a asumir la alcaldía de El Havre el 5 de julio de 2020.

### Horizons, nuevo partido
El 9 de octubre de 2021 anunció la creación de un nuevo partido llamado Horizons para generar «una nueva oferta política» descartando participar en la carrera al Eliseo de 2022 en la que apoya a Emmanuel Macron. No ha descartado sin embargo participar en las elecciones legislativas convocadas en junio de 2022.

## Vida personal
Está casado con Édith Chabre, directora ejecutiva del Instituto de Estudios Políticos de París y tienen 3 hijos.

## Publicaciones
- Con Gilles Boyer, Ediciones Flammarion, « Fiction politique », marzo de 2007, ISBN 2081237725 y 9782081237728
- Con Gilles Boyer, Ediciones Jean-Claude Lattès, « Romans contemporains », 2011, ISBN 2709637553 y 9782709637558

## Documental
- 2015 : Édouard, mon pote de droite, realizado por el cineasta Laurent Cibien -compañero de estudios de Philippe- durante la campaña de las elecciones municipales en El Havre. El documental muestra sus facetas como profesional y político. "A través de Édouard quiero comprender la fábrica del poder en la Francia actual" dice el cineasta sobre su obra.[11]